# Kadokawa Corporation

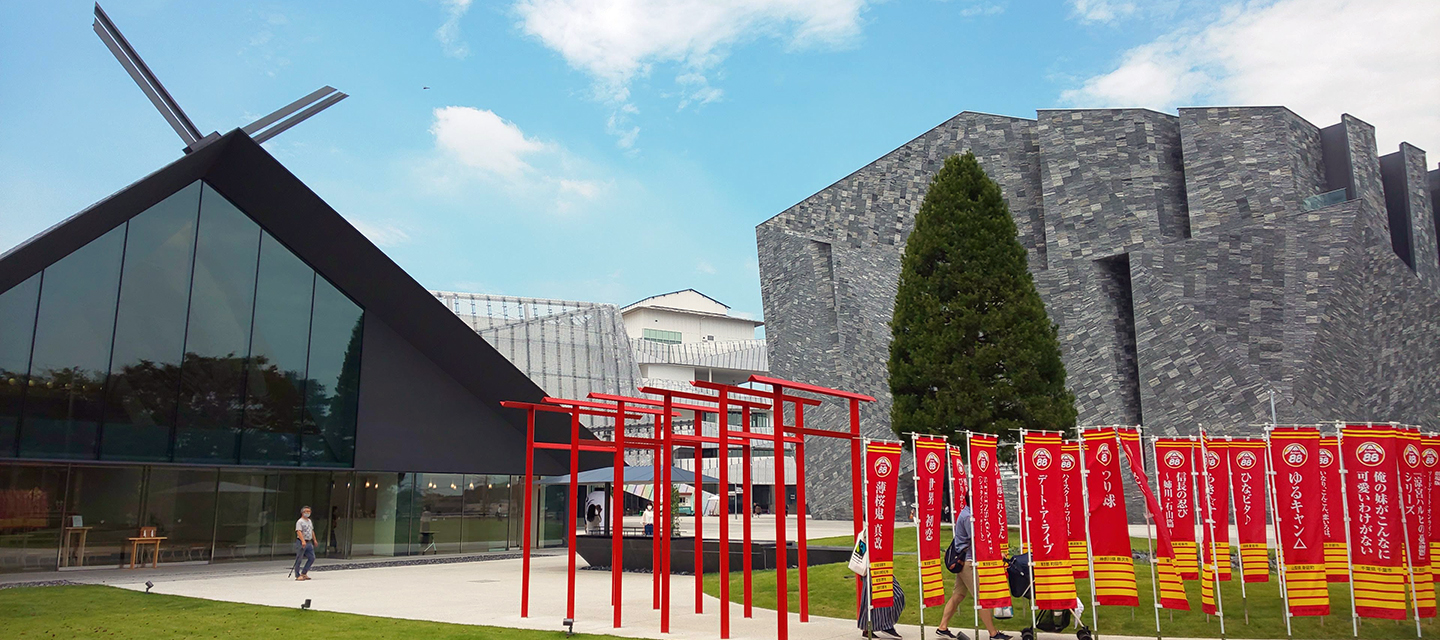
Комплекс Kadokawa SakuraTown в Токородзаве, Сайтама

Kadokawa Corporation (KADOKAWA) (яп. 株式会社KADOKAWA Кабусики-гайся Кадокава, Корпорация Кадокава) (ранее Kadokawa Dwango Corporation) — японский медиаконгломерат, созданный 1 октября 2014 года в результате слияния оригинальной Kadokawa Corporation и Dwango Co., Ltd.

## История
Холдинговая компания, известная сегодня как Kadokawa Corporation, была первоначально основана в 1945 году как Kadokawa Shoten, чтобы «возродить японскую культуру через издательское дело» в послевоенную эпоху. 1 октября 2014 года в результате слияния с Dwango Co., Ltd. стала дочерней компанией новосозданной Kadokawa Dwango.
В феврале 2019 года Kadokawa Dwango объявила о реорганизации, в результате которой Dwango перестала быть дочерней компанией и стала частью Kadokawa Corporation. Это сделало Kadokawa Corporation единственной дочерней компанией холдинга Kadokawa Dwango.
1 июля 2019 года Kadokawa Dwango была вновь реорганизована: в корпорации Kadokawa остался только издательский бизнес, который был переименован в Kadokawa Future Publishing, а сама Kadokawa Dwango стала второй итерацией Kadokawa Corporation и холдингом всех компаний Kadokawa Group. Оригинальное название Kadokawa Shoten сохранилось как бренд и подразделение Kadokawa Future Publishing.
4 февраля 2021 года Kadokawa объявила о создании альянса с Sony и CyberAgent с целью укрепления компании в создании, развитии и приобретении новой интеллектуальной собственности, а также максимального использования уже имеющейся. В рамках соглашения Sony и CyberAgent получат по 1,93 % акций компании, а американская инвестиционная компания KKR Japan приобретет 12 % акций.
29 октября 2021 года Kadokawa объявила о создании капитального и делового альянса с Tencent, которая приобрела 6,86 % акций конгломерата за ¥30 млрд ($264 млн). Целью альянса является расширение глобального охвата Kadokawa с использованием платформ Tencent. Особое внимание уделяется Китаю, где у Kadokawa уже есть совместное предприятие с Tencent.
В сентябре 2022 года председатель совета директоров Цугухико Кадокава, сын основателя компании Гэниоши Кадокавы, был арестован в рамках расследования дела о взяточничестве. Прокуроры утверждали, что председатель Kadokawa санкционировал выплату ¥76 млн (с учётом сроком исковой давности в Японии — ¥69 млн) консалтинговой компании, связанной с бывшим руководителем оргкомитета Олимпийских игр в Токио, в обмен на получение статуса официального спонсора Олимпийских и Паралимпийских игр 2020 года в Токио. Кадокава отверг все обвинения, а его компания заявила о готовности сотрудничать со следствием. Обвинения Кадокаве были предъявлены прокурорами 4 октября 2022 года. Позднее в тот же день он объявил о намерении уйти в отставку с поста председателя совета директоров компании, продолжая отрицать обвинения и обещая доказать свою невиновность в суде. В 2024 году Kadokawa Corporation получила официальное предложение от Sony о покупке, но между ними не были урегулированы разногласия по поводу приобретения. В декабре 2024 года Sony объявила о покупке 10 % акций материнской компании Kadokawa, став крупнейшим акционером.

## Группа компаний
Kadokawa Corporation объединяет несколько дочерних японских компаний, связанных с Kadokawa Shoten, под названием Kadokawa Group. Данные компании относятся к трем типам:
1. Издательства: В основном занимаются книгами, мягкими обложками бункобонов, мангой и журналами визуальных медиа.[15]
2. Кино — и визуальная продукция: Занимаются продажей японских художественных фильмов и продажей DVD с зарубежными фильмами и аниме.[16]
3. Кросс-медиа: Охватывают цифровой контент, городскую информацию и информационные журналы телевизионных программ, а также передачу информации с помощью бумажных носителей, Интернета и мобильных телефонов.[17]

Другими аспектами деятельности группы занимается сегмент прочего бизнеса, который в основном занимается видеоиграми, арендой недвижимости и включает в себя рекламное агентство.
| - BookWalker - GeeXPlus, Inc - Trista - Choubunsha Publishing Co. - Comic Walker - eb Creative - Japan Digital Library Service - Kadokawa ASCII Research Laboratories - Kadokawa Book Navi - Kadokawa Future Publishing - ASCII Media Works - Building Book Center - Chukei Publishing - Enterbrain - Fujimi Shobo - Kadokawa Gakugei Publishing - Kadokawa Key-Process - Kadokawa Magazines - Kadokawa Shoten - Media Factory - Kadokawa Game Linkage - Kadokawa Uplink - Mainichi GA Hakken - Production Ace - Dwango - Dehogallery - Dwango AG Entertainment - Dwango Music Publishing - FromNetworks - Nico Nico Douga - Project Studio Q - Spike Chunsoft - Vaka - Vantan - Virtual Cast Co., Ltd. - Watanabe Amaduction - Docomo Anime Store - K.Sense (80 %) - Kadokawa Media House - Kadokawa Uplink - Kids Net - Movie Walker - Movie Ticket - T Gate - Smile Edge | - ENGI (53 %) - EuropaCorp Japan - Glovision - Japan Film Fund - Kadokawa Anime - Kadokawa Architecture - Kadokawa Daiei Studio - Globalgate Entertainment - Kinema Citrus (31.8 %) - Nihon Eiga Satellite Broadcasting - Movie Walker - Persol Media Switch (30 %) - Studio Kadan - Acquire - ATX - Anime Tourism Association - Chara-Ani Corporation - Customcast - C・P・S - FromSoftware (69,66 %) - Gotcha Gotcha Games - Kadokawa ASCII Research Laboratories - Cool Japan Travel, Inc. (75 %) - Kadokawa Architecture - Kadokawa Contents Academy - Kadokawa Connected - Kadokawa Craft - K’s Lab - Karksa Media Partner Corporation (34 %) - Page Turner - Production Ace - Tokorozawa Sakuratown Corporation - Animate Oversea (совместное предприятие Kadokawa Taiwan с Animate и United Distribution Co.) - Bookwalker Taiwan - Guangzhou Tianwen Kadokawa Animation and Comics - Hemisphere Motion Picture Partners I - Hemisphere Motion Picture Partners II - Japan Manga Alliance (совместное предприятие с Animate, Kodansha, Shueisha и Shogakukan - Animate JMA (Thailand) - J-Novel Club - Kadokawa Amarin (совместное предприятие с Amarin Group, продается под брендом Phoenix Next) - Kadokawa Contents Academy - Kadokawa Hong Kong - Kadokawa Holdings Asia - J-Guide Marketing - Kadokawa Gempak Starz(Малайзия) (80 %) - Kadokawa Holdings US - Kadokawa International Edutainment (Тайвань) - Kadokawa Pictures America - Kadokawa Taiwan Corporation - Kadokawa Consulting (Таиланд) - Kadokawa Qingyu (Shanghai) Culture & Creation - Kadokawa World Entertainment (США) - Anime News Network - Phoenix Gramedia Indonesia (совместное предприятие с Kompas Gramedia) - Sun Wah Kadokawa Group (Гонконг) - Taiwan Animate - Yen Press (51 %, совладеет вместе с Hachette Book Group) |

### Бывшие дочерние компании
- Asmik Ace
- Daihyakka News (слилась с Dwango в июле 2019 года)
- Kadokawa Entertainment (1 ноября 2009 года Kadokawa Entertainment была объединена с Kadokawa Pictures)
- Kadokawa Group Publishing (1 апреля 2013 года Kadokawa Group Publishing была объединена с Kadokawa Group Holdings)
- Kadokawa Games (в мае 2022 года Kadokawa Games выделила свой бизнес в отдельную компанию под названием Dragami Games, включая её IP-адреса)[24]
- Kadokawa J:COM Media (основана в ноябре 2005 года как совместное предприятие Kadokawa Shoten и J:COM)[25] Она была ликвидирована в июне 2010 года)
- So-net Kadokawa Link (основана 27 июня 2007 года совместно с So-net Entertainment (43,5 %), Kadokawa Mobile (43,5 %) и Dentsu E-link)[26] (13,0 %))[27]
- Kadokawa Mobile и Movie Gate (1 октября 2009 года Kadokawa Mobile объединилась с Movie Gate и образовала Kadokawa Contents Gate)[28]
- Kadokawa Production (1 октября 2013 года компания была распущена и интегрирована в Kadokawa Corporation)
- Mages (12 июля 2019 года Mages была приобретена Chiyomaru Studio, компанией по разработке концепций и авторских прав, которую также возглавляет генеральный директор Mages)[29]
- MediaLeaves (10 января 2010 года MediaLeaves была объединена с Enterbrain)[30]
- NTT Prime Square (30 ноября 2010 года закрылось совместное предприятие с NTT по фан-сервису)
- Sarugakucho (стал частью Kadokawa Group Holdings под управлением Enterbrain во время приобретения ASCII. 31 марта 2010 года компания Pole To Win объявила о приобретении Sarugakucho)[31]
- Студия Lide (закрыта в апреле 2019 года)
- Words Gear (26 сентября 2006 года Panasonic объявила о создании Words Gear совместно с Kadokawa Mobile и Tokyo Broadcasting System, которое вступит в силу 2 октября 2006 года[32]; 30 сентября 2010 года Kadokawa Group Holdings объявила о слиянии Words Gear с Kadokawa Contents Gate, при этом Kadokawa Contents Gate станет оставшейся компанией, начиная с 1 января 2011 года)[33]